# Welkteich
Welkteich este o arie protejată (arie specială de conservare — SAC, sit de importanță comunitară — SCI) din Germania întinsă pe o suprafață de 113,1 ha, integral pe uscat.

## Localizare
Centrul sitului Welkteich este situat la coordonatele 51°30′08″N 13°42′59″E / 51.5022°N 13.7164°E.

## Înființare
Situl Welkteich a fost declarat sit de importanță comunitară în februarie 1999 pentru a proteja 3 specii de animale. Situl a fost protejat și ca arie specială de conservare în martie 1981.

## Biodiversitate
Situată în ecoregiunea continentală, aria protejată conține 3 habitate naturale: Lacuri eutrofice naturale cu vegetație de tip Magnopotamion sau Hydrocharition, Păduri acidofile de stejar bătrân cu Quercus robur pe câmpii nisipoase, Mlaștini împădurite.
La baza desemnării sitului se află mai multe specii protejate:
- amfibieni (1): triton cu creastă (Triturus cristatus)
- mamifere (2): castor (Castor fiber), vidră de râu (Lutra lutra)

Pe lângă speciile protejate, pe teritoriul sitului au mai fost identificate 5 specii de plante.